# Airyholme with Howthorpe and Baxton Howe
Airyholme with Howthorpe and Baxton Howe var en civil parish från 1866 till 1986 då den blev en del av Hovingham, i grevskapet North Yorkshire, i England. Civil parish var belägen 23 km från York och hade 11 invånare år 1971.